# Enrique Sanchez
Enrique Sanchez est un boxeur mexicain né le 16 juillet 1972 à Mexico.

## Carrière
Passé professionnel en 1990, il devient champion d'Amérique du Nord NABF des poids super-coqs en 1997 puis remporte le titre vacant de champion du monde WBA de la catégorie le 8 février 1998 en battant aux points Rafael Del Valle. Sanchez perd sa ceinture dès sa première défense face à Nestor Garza le 12 décembre 1998.

## Référence
1. ↑  (en) 1998-02-08 Enrique Sanchez w pts 12 Rafael Del Valle, Isle of Capri Casino, Lake Charles, Louisiana, USA - WBA (boxrec.com)